# 鈴木悦郎
鈴木 悦郎（すずき えつろう、1924年（大正13年）1月20日 - 2013年（平成25年）8月5日）は、日本の画家、イラストレーター。本名は鈴木一郎。
雑誌『ひまわり』『それいゆ』などの挿絵、月刊絵本『ぎんのすず』、本の装幀、バレエ美術など幅広い分野で知られる。

## 略歴
1924年（大正13年）、東京浅草に父清五郎、母かねの6人兄弟の長男として生まれる。
1939年（昭和14年）、下谷商業学校中退後、絵の仕事がしたくて中原淳一を訪ねたことがきっかけとなり、麹町にあった淳一の店「ヒマワリ」で店番を1年ほどして過ごす。
1941年（昭和16年）、父が東宝舞台で大道具を担当していた縁で東宝舞台に入社。東京宝塚劇場の舞台背景の仕事につく。翌年からは太平洋戦争の関係で徴用され、蒲田で戦車の部品などを作る。
1944年（昭和19年）、陸軍に入隊。その後中国で捕虜になるが、余興のための舞台装置や衣装作成などに関わる。1946年（昭和21年）5月に復員後は東京宝塚劇場（当時は接収されアーニー・パイル劇場）の舞台背景を描く仕事に復帰する。
1946年（昭和21年）、雑誌『少女の友』で鈴木越郎として初めて挿絵を描く。のち『ソレイユ』、『ひまわり』にも挿絵を描く。この頃は、「一郎」または「越郎」の名前で描いていた。挿絵の仕事に本格的に取り組むため翌年2月、東宝舞台を辞職する。
1948年（昭和23年）、松本かつぢの紹介で少女雑誌『白鳥』『青空』『少女世界』にもカットを描く。さらに「鈴木悦郎」のペンネームを付けてもらう。
1950年（昭和26年）、猪熊弦一郎絵画研究所で絵画の基礎を学ぶ。それまでは独学であった。のち新制作派協会展に出品して入選。新制作派協会の仲間であった三岸節子、脇田和とも縁ができる。
1952年（昭和27年）、中村メイコの初の著書『小さな花の背のび』（ひまわり社）の装幀を手がける。この頃、『ぎんのすず』『チャイルドブック』といった児童雑誌、幼児、小学生向けの絵本、イラストなどの仕事が増える。また、文具、雑貨などのデザインも多く手がけるようになる。また、バレエの絵を描くためにバレエ団でレッスンを受け、その後にバレエ公演衣装や美術、ポスターなども多く手がけるようになった。
1957年（昭和32年）1月、寺山修司からの強い要望を受け、処女作品集『われに五月を』（作品社）の装幀を手がける。
1960年（昭和35年）、『家庭画報』『主婦と生活』『主婦の友』『平凡』などの雑誌のイラストを手がける。
1966年（昭和41年）、東京を離れて神奈川県大磯町に転居する。1974年（昭和49年）には神奈川県湯河原町に転居する。
1975年（昭和50年）、フランスのパリにあった水野正夫のアトリエに間借りして、1年間滞在。美術館やバレエ、オペラ鑑賞などに費やす。
1977年（昭和52年）、神奈川県真鶴町に転居。終の棲家となる。1979年（昭和54年）1月、膵臓壊死と診断され真鶴町の診療所に入院、半年後に回復して退院する。
1980年（昭和56年）6月、東京銀座の資生堂ギャラリーで第2回の個展を開催。この頃から挿絵から油彩画に活動を移していく。
1988年（昭和63年）、埼玉県の「あるぴいの銀花ギャラリー」で個展を開催。以降も6月と12月に「鈴木 悦郎　絵展楽」が毎年開催されることとなる。
2013年（平成25年）8月5日、死去。

## 人物
- 子供の頃は初山滋、武井武雄の絵に憧れていた[1]。
- 中原淳一、猪熊弦一郎、松本かつぢを3人の師と仰ぐ[1]。
- 中原淳一とは最後の雑誌『女の部屋』の最終号まで仕事をした[1]。
- 松本かつぢとの出会いは戦後まもなくで、その後長年にわたりつきあいがあった[5]。また、松本かつぢの弟子、上田トシコ、田村セツコとの交流も深い。